# Céryx
Dans la mythologie grecque, Céryx (en grec ancien Κῆρυξ / Kễrux) est le fils d'Hermès et Aglaure, ou d'Hersé, selon Ovide.

## Mythe
Introduit dans la demeure des Cécropides, il répand son poison dans le cœur d'Aglaure et lui inspire un très vif dépit en évoquant le bonheur de Hersé comblée par l'amour d'Hermès. C'est, comme son père, un messager des dieux. Selon Pausanias dans sa Périégèse, il est le fils d'Eumolpos, l'un des premiers prêtres de Démeter à Éleusis et le fondateur des Mystères d'Éleusis.
Céryx est l'ancêtre de deux familles de grands prêtres d'Éleusis, les Céryces d'Athènes et les Eumolpides.